# Seznam turistických značených tras v Praze
Seznam turistických značených tras v Praze obsahuje turistické trasy, které vedou celé nebo částečně po území Hlavního města Prahy. Seznam nemusí být úplný.
| Trasa | Počátek                       | Konec                           | Km   | Fotografie |
| ----- | ----------------------------- | ------------------------------- | ---- | ---------- |
| 0001  | Beroun nám. (BE037)           | Chřenovice Podhradí (KH008)     | 157  |            |
| 0003  | Miškovice (AB060)             | Vinořský hřbitov (AB139)        | 13,5 |            |
| 0005  | Troja ZOO (AB041)             | Kralupy u lávky (ME200)         | 25,5 |            |
| 0008  | Uhříněves žst (AB093)         | Úvaly (PY068)                   | 20,5 |            |
| 0010  | Nádraží Klánovice-jih (AB101) | Říčany (PY096)                  | 19,5 |            |
| 0013  | Záběhlice bus (AB143)         | Borek (PY048)                   | 33,5 |            |
| 0019  | Slivenec (AB057)              | Choteč (PZ032)                  | 9    |            |
| 0021  | Zbraslav-Baně (bus) (AB076)   | Čenkov (PB006)                  | 42   |            |
| 0031  | Sluneční náměstí (AB187)      | Sluneční náměstí (AB187)        | 6    |            |
| 0043  | Dolní Liboc (AB014)           | Dolní Liboc (AB014)             | 19   |            |
| 0050  | OC Chodov (metro) (AB020)     | OC Chodov (metro) (AB020)       | 5,5  |            |
| 1003  | Uhříněves žst (AB093)         | Nádraží Klánovice-jih (AB101)   | 15   |            |
| 1007  | Roztyly metro (AB069)         | Zelené domky, bus (AB065)       | 5    |            |
| 1010  | U Matěje, bus (AB018)         | Dolní Šárka (AB021)             | 8    |            |
| 1011  | Velká Chuchle bus (AB056)     | Holyně žst (AB059)              | 4    |            |
| 1013  | Písnice bus (AB131)           | Zbraslav žst (AB003)            | 10   |            |
| 1026  | Stodůlky metro (AB004)        | Kulivá hora rozc. (PZ004)       | 11   |            |
| 1035  | Zbraslav žst. (AB003)         | Jarov, žst (PY002)              | 6,5  |            |
| 1101  | Čimice bus (AB035)            | Bohnice u kostela, bus (AB040)  | 6    |            |
| 1105  | Kobylisy tram (AB033)         | Malešice bus (AB179)            | 15,3 |            |
| 3008  | Čimice (bus) (AB035)          | Klecánky bus (AB161)            | 6    |            |
| 3012  | Hanspaulka (AB010)            | Alšova vyhlídka, odb. (PZ049)   | 8    |            |
| 3036  | Zbraslav žst (AB003)          | Dolní Břežany (AB167)           | 4,5  |            |
| 3059  | Uhříněves žst (AB093)         | Kateřinky bus (AB089)           | 9    |            |
| 3063  | Hlubočepy tram (AB061)        | Řeporyje bus (AB006)            | 8    |            |
| 3108  | Troja ZOO (AB041)             | Ďáblice sídliště tram (AB044)   | 7    |            |
| 3117  | Nádraží Klánovice-jih (AB101) | Nádraží Klánovice-jih (AB101)   | 14   |            |
| 3127  | Velký altán (AB068)           | U krále Václava IV. (AB071)     | 4    |            |
| 3128  | Kunratice u kostela (AB074)   | Dolnomlýnský rybník (AB080)     | 3,5  |            |
| 3129  | Malá Chuchle rozc. (AB063)    | Pomník Vítězslava Hálka (AB157) | 14,5 |            |
| 6001  | Nádraží Klánovice-jih (AB101) | Jirny bus (AB169)               | 5,5  |            |
| 6004  | Písnice pod rybníkem (AB127)  | Komořany bus (AB079)            | 5    |            |
| 6006  | Hlubočepy tram (AB061)        | Velká Chuchle bus (AB056)       | 5,5  |            |
| 6008  | Kobylisy tram (AB033)         | Roztoky žst (PZ046)             | 9,5  |            |
| 6012  | Suchdol Kamýcká bus (AB031)   | Roztoky žst (PZ046)             | 4    |            |
| 6014  | Nebušice (AB024)              | Jenerálka (AB017)               | 3,5  |            |
| 6015  | Černošice žst (PZ058)         | Jíloviště (PZ035)               | 6    |            |
| 6020  | Čimice bus (AB035)            | Drahanské údolí (AB147)         | 3,5  |            |
| 6043  | Vysočanská radnice (AB178)    | Prosecké skály (AB181)          | 4,5  |            |
| 6048  | Přední Kopanina (AB008)       | Roztoky-Žalov (žst) (PZ120)     | 11,5 |            |
| 6065  | Dolní Počernice bus (AB102)   | V Ořešinách, rozc. (AB097)      | 3    |            |
| 6078  | Dolní Břežany (AB167)         | Károvské údolí (AB173)          | 11,5 |            |
| 6079  | Barrandov Geologická (AB500)  | Jinonice metro (AB048)          | 6    |            |
| 6107  | Miškovice bus (AB060)         | Satalická obora, bus (AB501)    | 9,5  |            |
| 6122  | Roztyly metro (AB069)         | Průhonice (AB176)               | 14   |            |
| 6128  | Sídliště Rohožník (AB115)     | Ve Vidrholci (AB104)            | 0,5  |            |
| 6148  | Výhledy, bus (AB009)          | Alšova vyhlídka, odb. (PZ049)   | 1,5  |            |
| 6168  | Dolní Liboc tram (AB014)      | Purkrabský háj (AB029)          | 3,5  |            |
| 9085  | Nádraží Klánovice jih (AB101) | Nádraží Klánovice jih (AB101)   | 12,5 |            |
| 9088  | Plaňanská (AB221)             | Plaňanská (AB221)               | 4    |            |